# Tatort: Im Alleingang
Im Alleingang ist ein Fernsehfilm aus der Kriminalreihe Tatort der ARD und des ORF. Der Film wurde vom Norddeutschen Rundfunk unter der Regie von Richard Huber produziert und am 27. November 2005 im Programm Das Erste zum ersten Mal gesendet. Es handelt sich um die Tatort-Folge 616. Für den Kriminalhauptkommissar Casstorff (Robert Atzorn) ist es der zehnte Fall, in dem er ermittelt.

## Handlung
Auf der Suche nach dem Mörder von Bernd Eckermann, dem Personalchef einer Sicherheitsfirma, fällt der Verdacht schnell auf Volker Kubitzki, der vor kurzem von Eckermann fristlos entlassen wurde, da er einen Sicherheitseinsatz wegen der anstehenden Geburt seines ersten Kindes verweigerte. Sein Alibi wird allerdings von zwei Personen bestätigt. Nachdem der Besitzer der Tatwaffe ermittelt werden kann und es sich dabei um den Ex-Soldaten Martin Schröder handelt, gerät dieser in den Fokus der Ermittlungen. Er gibt an, dass ihm die Waffe aus dem Spind des Schützenvereins gestohlen wurde, in dem auch der Bruder des Opfers Mitglied ist.
Kurz darauf wird der Psychotherapeut Reinhardt Mackenrodt nach ähnlichem Muster und mit der gleichen Waffe getötet, sodass sich Kommissar Casstorff sicher ist, dass die Morde etwas mit Mackenrodts Arbeit als Militärpsychologe zu tun haben, bei der er sich um die Betreuung von traumatisierten Soldaten kümmerte. Die Ermittlungen (und Rückblenden) deuten auf einen KFOR-Einsatz im Kosovo hin. Der ehemalige Zeitsoldat Udo Kannengießer wurde mehrmals vor dem Haus Eckermanns gesehen und kommt schwer mit seinem Leben zurecht. Nach einer Vernehmung durch Casstorff dreht er durch, schießt auf offener Straße herum und will sich das Leben nehmen. Das Magazin war jedoch schon leer.
Eher beifällig lässt Holicek die Bemerkung fallen, dass Eckermanns Uhr auf ein Datum im Jahr 2000 verstellt war. Eine Mitarbeiterin des Klinikums für Neurologie, an dem Mackenrodt arbeitete, besorgt Casstorff eine passende Krankenakte. Die Indizien führen wieder zu Martin Schröder. In dessen penibel eingerichteter und vorbereiteter Wohnung findet sich unter anderem eine niedergeschlagene Anzeige gegen Eckermann, unzählige abgewiesene Leserbriefe und ein Videoband von Schröder, auf dem er die Ereignisse im Kosovo schildert. Er gibt auffällige Hinweise, dass er es auch auf seine Frau abgesehen hat. Casstorff und das Einsatzkommando finden ihn bei seiner Familie auf einem sehr belebten Kinderspielplatz. Schröders können isoliert werden. Psychologisch geschickt löst Casstorff die knifflige Situation und nimmt Schröder fest.

## Rezeption

### Einschaltquoten
Die Erstausstrahlung von Im Alleingang am 27. November 2005 wurde in Deutschland insgesamt von 7,89 Millionen Zuschauern gesehen und erreichte einen Marktanteil von 24,90 Prozent für Das Erste.

### Kritik
Bei Quotenmeter urteilt Fabian Riedner und findet: Der „‚Tatort: Im Alleingang‘ ist zwar spannend und technisch einwandfrei, allerdings bekommt der Zuschauer innerhalb kurzer Zeit so viele Informationen mitgeteilt, dass er Probleme beim Verarbeiten haben wird.“ Der Film ist „eine schwere Kost, die vor allem an einem Sonntagabend die Zuschauer zwar abholen kann, aber wer unterwegs kurz abgelenkt ist, sich verfährt.“
Die Kritiker der Fernsehzeitschrift TV Spielfilm vergaben dagegen für diesen Tatort den Daumen nach oben und meinen: „Kluger Krimi um Kriegstraumata“.